# 나카촌 (야마가타현)
나카촌(中村)은 야마가타현 히가시무라야마군에 설치되었던 촌이다.